# Wilmington (Illinois)
Wilmington es una villa ubicada en el condado de Greene en el estado estadounidense de Illinois. En el Censo de 2010 tenía una población de 5724 habitantes y una densidad poblacional de 2.762,56 personas por km².

## Geografía
Wilmington se encuentra ubicada en las coordenadas 39°28′57″N 90°29′23″O / 39.48250, -90.48972. Según la Oficina del Censo de los Estados Unidos, Wilmington tiene una superficie total de 2.07 km², de la cual 2.07 km² corresponden a tierra firme y (0%) 0 km² es agua.

## Demografía
Según el censo de 2010, había 5724 personas residiendo en Wilmington. La densidad de población era de 2.762,56 hab./km². De los 5724 habitantes, Wilmington estaba compuesto por el 2.48% blancos, el 0% eran afroamericanos, el 0% eran amerindios, el 0% eran asiáticos, el 0% eran isleños del Pacífico, el 0% eran de otras razas y el 0% pertenecían a dos o más razas. Del total de la población el 0% eran hispanos o latinos de cualquier raza.